# طلال ابو غزاله
طلال ابو غزاله (عربی: طلال أبوغزاله؛ زادهٔ ۲۲ آوریل ۱۹۳۸) کارآفرینی اهل اردن است. وی رئیس هیئت مدیره و مؤسس مؤسسه طلال ابو غزاله می‌باشد. این مؤسسه به عنوان پدرخوانده حسابداری عرب خوانده می‌شود.
وی همچنین برندهٔ جوایزی همچون لژیون دونور (شوالیه) شده است.